# Yulduz Hashimi
Yulduz Hashimi (en pastún: یلدوز هاشمي‎, Maïmana, 8 de julio de 2000) es una ciclista afgana. Vive en el exilio desde el regreso al poder de los talibanes en 2021 y participó en los Juegos Olímpicos de París 2024.

## Trayectoria deportiva
Tras un breve aprendizaje en el ciclismo, en 2017 participó junto a su hermana menor, Fariba, en una carrera ciclista local. Ambas lo hicieron con bicicletas prestadas, sin el conocimiento de su familia y disfrazadas para no ser reconocidas.
Yulduz y Fariba se clasificaron en primer y segundo lugar, respectivamente. Impulsadas por ese éxito, continuaron compitiendo en diversas carreras locales de menor envergadura. 
Con el tiempo, su familia descubrió su pasión por el ciclismo y, aunque al principio mostraron reservas, finalmente decidieron apoyarlas. Sin embargo, en un país donde pocas mujeres practican deporte, las dos hermanas fueron objeto de acoso, agresiones y amenazas. Gracias a sus logros, fueron convocadas para formar parte de la selección nacional.
Con la llegada al poder de los talibanes, la práctica deportiva para las mujeres quedó prohibida. Yulduz y su hermana se sintieron amenazadas. Fue entonces cuando la campeona del mundo en ruta de 1997, Alessandra Cappellotto, utilizó su influencia para ayudarlas a escapar del país junto con otras tres ciclistas: Nooria Mohammadi, Zahra Rezayee y Arezo Sarwari.
A partir de agosto de 2022, Yulduz y Fariba Hashimi comenzaron a correr para el equipo italiano Valcar-Travel & Service. En octubre de ese mismo año, la Unión Ciclista Internacional (UCI) organizó el Campeonato Afgano Femenino de Ciclismo en Ruta en Aigle, en colaboración con la asociación ciclista afgana en el exilio. En ese evento, Yulduz Hashimi quedó en segundo lugar tras un sprint final. 
Gracias a sus logros, tanto ella como su hermana recibieron una oferta de contrato por parte del equipo Israel Premier Tech Roland, uno de los equipos femeninos de élite de la UCI.
En 2023, Yulduz Hashimi compitió con su nuevo equipo en el Tour Femenino de Berlín, en los Campeonatos de Asia, en los Juegos Asiáticos y en los Campeonatos del Mundo, participando también en el relevo mixto junto a otros ciclistas afganos exiliados.
En 2024, Yulduz se unió al equipo WCC, que depende de la UCI. En el Gran Premio della Liberazione, logró un décimo puesto. Además, la UCI la invitó, junto con su hermana Fariba, a participar en los Juegos Olímpicos de 2024.
En una declaración, Yulduz expresó: "Quiero representar a los 20 millones de mujeres afganas que están privadas de los derechos más básicos. Espero ser su voz y mostrarle al mundo las condiciones a las que se enfrentan las mujeres afganas y cómo, a pesar de esos desafíos, pueden lograr grandes cosas."

## Clasificación mundial
| Año               | 2023   |
| ----------------- | ------ |
| Clasificación UCI | 1083.º |